# Linea Arancione (metropolitana di Brasilia)
La linea arancione (in portoghese: Linha Laranja) è una linea della metropolitana che serve la città di Brasilia, in Brasile. Ha una lunghezza di 28 km e ha 16 stazioni. I lavori per la costruzione della linea iniziarono nel 1992 ed originariamente l'apertura era prevista nel 1994. Ma con il ritardo dei lavori, la prima tratta è stata inaugurata solamente nel 2001. Molte delle stazioni attualmente aperte sono in comune con la Linea Verde (V).

## Stazioni
Nell'elenco che segue, a fianco ad ogni stazione, sono indicati i servizi presenti e gli eventuali interscambi ferroviari:
| Fermata          | Apertura | Interscambi         | Note |
| ---------------- | -------- | ------------------- | ---- |
| Central          | 2001     | Bus di interscambio |      |
| Galeria          | 2001     |                     |      |
| 102 Sul          | 2009     |                     |      |
| 106 Sul          | 2020     |                     |      |
| 108 Sul          | 2008     |                     |      |
| 110 Sul          | 2020     |                     |      |
| 112 Sul          | 2009     |                     |      |
| 114 Sul          | 2001     |                     |      |
| Terminal Asa Sul | 1998     | Bus di interscambio |      |
| Shopping         | 1998     | Bus di interscambio |      |
| Feira            | 1998     |                     |      |
| Guará            | 2010     |                     |      |
| Arniqueiras      | 2002     |                     |      |
| Águas Claras     | 1998     |                     |      |
| Taguatinga Sul   | 1998     |                     |      |
| Furnas           | 1998     |                     |      |
| Samambaia Sul    | 2002     |                     |      |
| Samambaia        | 1998     |                     |      |

## Progetti
| Central - Terminal Asa Norte*      | ? | 7,5 km | 8 | In progettazione |
| 104 Sul*                           | ? | ---    | 1 | In progettazione |
| Samambaia - Estação 35             | ? | 4 km   | 2 | In progettazione |
| *Stazioni in comune alle due linee |   |        |   |                  |

Sulla Linea Arancione è previsto un prolungamento oltre il capolinea Samambaia, per un totale di 4 km e due stazioni: Estação 34 e Estação 35. Inoltre è prevista l'apertura di tre stazioni intermedie: 104 Sul, le quali saranno in comune con la Linea verde.